# Katarzyna Włodkowska
Katarzyna Włodkowska (ur. 1979) – polska dziennikarka, reportażystka.

## Życiorys
Katarzyna Włodkowska studiowała na Wydziale Prawa i Administracji Uniwersytetu Warmińsko-Mazurskiego w Olsztynie. W 2003 rozpoczęła pracę w Dzienniku Bałtyckim. Od 2005 związana zawodowo z Gazetą Wyborczą. Przez ten czas zdobywała doświadczenie w dziennikarstwie newsowym, sądowym, karnym, społecznym. Od grudnia 2017 reporterka śledcza „Dużego Formatu”, tygodnika Gazety Wyborczej.
Wśród nagradzanych tekstów jej autorstwa znalazły się: reportaż Dom zły, opisujący sprawę "polskiego Fritzla" (2017); o pierwszej polskiej zakonnicy, która pozwała swoje zgromadzenie; o przemocy wobec kobiet; wywiad z matką zabójcy Pawła Adamowicza; wraz z Katarzyną Surmiak-Domańską reportażu ujawniającego, że Marek Lisiński z Fundacji Nie Lękajcie Się wyłudził od jednej z ofiar kościelnej pedofilii pieniądze i najpewniej nigdy nie był molestowany oraz cykl reportaży: W redakcji Andrzeja Skworza. „Odliczam. Aż się rozryczysz i wyjdziesz” oraz Przemiany nie było. Po publikacji reportażu o pracy w redakcji Andrzeja Skworza w Dużym Formacie (Gazeta Wyborcza) ujawniających zarzuty formułowane wobec redaktora naczelnego  „Press" Andrzeja Skworza przez jego współpracowników.
W 2020 opisywała działania prokuratury podczas śledztwa przeciwko zabójcy Adamowicza. W związku z tym Sąd Apelacyjny w Gdańsku na wniosek prokuratury, zwolnił Włodkowską z tajemnicy dziennikarskiej i nakazał jej ujawnienie danych informatora. Włodkowska odmówiła, za co nałożono na nią grzywnę.
Felietonistka magazynu Charaktery. W 2023 na Uniwersytecie SWPS rozpoczęła prowadzenie zajęć z pisania reportażu.

## Wyróżnienia
- 2017 – nagroda Grand Press za reportaż Dom zły[9]
- 2017 – nominacja do Nagrody Radia ZET im. Andrzeja Woyciechowskiego[10]
- 2017 – finalistka Nagrody Newsweeka im. Teresy Torańskiej w kategorii „Najlepszy materiał dziennikarski”[11]
- 2017 – nominacja do nagrody MediaTory w kategorii „ReformaTOR”[12]
- 2018 – finalistka Nagrody im. Dariusza Fikusa za „dziennikarstwo najwyższej próby”[13]
- 2018 – nagroda Festiwalu Wrażliwego w kategorii „Twórca szczególnie wrażliwy za cykl reportaży o przemocy wobec kobiet”[14]
- 2018 – nominacja do nagrody MediaTory w kategorii „DetonaTOR” za reportaż o szkołach baletowych[15]
- 2018 – nominacja do Nagrody Newsweeka im. Teresy Torańskiej w kategorii „Najlepszy materiał dziennikarski”[16]
- 2020 – finalistka Nagrody im. Dariusza Fikusa za „dziennikarstwo najwyższej próby”[17]
- 2020 – nominacja do nagrody Grand Press w kategorii „reportaż prasowy”[18]
- 2021 – nominacja do Nagrody Newsweeka im. Teresy Torańskiej w kategorii „Najlepszy materiał dziennikarski”[19]
- 2023 – nominacja do Nagrody Newsweeka im. Teresy Torańskiej w kategorii „Najlepsza książka”[20]
- 2023 – nominacja do Nagrody im. Ryszarda Kapuścińskiego za reportaż Na oczach wszystkich[21]
- 2023 – nagroda Pomorska Książka Roku 2022 Pomorskiej Nagrody Literackiej „Wiatr od morza”[22]
- 2024 – nagroda im. Jarosława Ziętary za dziennikarstwo śledcze[23]

## Publikacje książkowe
- Katarzyna Włodkowska, Na oczach wszystkich: historia przypadku polskiego Fritzla, Warszawa: Wielka Litera, 2022, ISBN 978-83-8032-826-6 [dostęp 2023-12-09]. Brak numerów stron w książce